# Гроза-С
Гроза-С (бел. Навальніца-С) — белорусская самоходная станция радио-электронной борьбы, предназначенная для обнаружения, отслеживания, подавления каналов управления и навигационных систем беспилотных летательных аппаратов. Разработана «КБ Радар» в рамках специальной серии систем для борьбы с дронами «Гроза» и представлена 28 октября 2016 года.

## Обзор

### Описание
Базируется на автомобильном шасси. Предлагается применение двухосного микроавтобуса с требуемыми характеристиками подвижности, на котором располагается всё необходимое оборудование. Внутри кабины помещаются средства управления и обработки сигнала. За пределами корпуса машины-носителя присутствуют несколько опорных устройств, в том числе две телескопические мачты, при помощи которых антенны предлагается поднимать на рабочую высоту. На мачтах машины-носителя помещаются два основных антенных блока. В центральной части крыши располагается антенна, помещенная под полусферический обтекатель. Она связана с модулем радиотехнической разведки и отвечает за обнаружение радиосигналов. Вместе с передатчиком помех применяется второе антенное устройство, имеющее в своем составе коробчатый кожух и антенну. Это устройство может наводиться по азимуту. Также есть третья стойка небольшой высоты, на которой расположены оптико-электронные средства наблюдения.
Главными достоинствами системы, по словам белорусских специалистов, являются: выявление появления БПЛА в пределах зоны действия станции и отслеживание их перемещения, определение направления на БПЛА и наземный пункт управления (НПУ), обнаружение и подавление каналов управления БПЛА от наземного пункта управления и каналов передачи данных с дронов на наземный пункт управления, эффективное подавление навигации дронов, свод с определённого маршрута или принуждение к аварийной посадке, малое время развертывания и сворачивания станции.

### ТТХ
По данным изготовителя:
| Параметры                                                                    | Значение          |
| ---------------------------------------------------------------------------- | ----------------- |
| Диапазон разведываемых частот                                                | 100 — 6000 МГц    |
| Диапазон подавляемых частот                                                  | 100 — 6000 МГц    |
| Дальность радиоразведки сигналов БПЛА (передача данных от БПЛА)              | до 50 км          |
| Дальность радиоразведки передатчика на наземном ПУ (канал управления)        | до 10 км          |
| Дальность радиоподавления передатчика на БПЛА (прием сигналов управления)    | до 30 км          |
| Дальность радиоподавления приёмника наземного ПУ (канал данных и телеметрии) | до 10 км          |
| Дальность радиоподавления навигационного приёмника на БПЛА                   | до 40 км          |
| Дальность постановки дезинформирующих помех навигационному приёмнику на БПЛА | до 40 км          |
| Время развёртывания                                                          | 10 мин            |
| Электропитание                                                               | 220 В±10 %, 50 Гц |
| Экипаж                                                                       | 4 человека        |

### Модифицирование
Как сообщил в октябре 2020-го Госвоенпром, опираясь на опыт эксплуатации станции в различных климатических условиях и пожеланий пользователей ранних версий, специалистами ОАО «КБ Радар» были произведены усовершенствования в конструкции и программном обеспечении станции. По итогу доработок повышена степень автоматизации работы, существенно сокращено время развертывания и значительно уменьшено количество операций, выполняемых экипажем для приведения из походного положения в боевое. Также увеличена устойчивость комплекса к экстремально жаркому климату. Значительно переработан операторский отсек, повышена его эргономичность. Модифицированная версия станции была высоко оценена иностранными заказчиками и вскоре поставлена на экспорт.

## Эксплуатанты
- Беларусь[3]
- Азербайджан[4]
- Сирия[5]
- ОАЭ[6]
- Ливия[7][неавторитетный источник] (получено от ОАЭ)

## Боевое применение
Гражданская война в Сирии
В мае 2018 года появилась информация, согласно которой, правительственные силы Башара Асада владеют белорусской «Грозой» и уже использовали её против американских БПЛА, разрушая системы связи и выводя из строя самолёты РЭБ Lockheed EC-130H Compass Call. 18 августа 2020 года, по сообщению Пентагона, в небе над западной частью провинции Идлиб были одновременно потеряны сразу два ударно-разведывательных дрона MQ-9 Reaper («Жнец»), вылетавших парой на боевое задание с ракетами AGM-114R9X на борту. Предположительно, БПЛА ликвидированы бойцами правительственной армии, которые использовали для этого белорусскую систему РЭБ.
Гражданская война в Ливии (2014—2020)
Летом 2020 года в Интернете были опубликованы фотографии комплекса «Гроза-С», принадлежащего сторонникам Халифа Хафтара. Система была передана бойцам от ОАЭ, которые в свою очередь купили её непосредственно у Белоруссии.
Комплексы «С» и «6» смогли обезвредить 11 турецких БПЛА, принадлежавших сторонникам Фаиза Сараджа. Колумнист газеты «Военно-промышленный курьер» Виталий Орлов со ссылкой на неназванные источники заявил, что за период 2019—2020 годов количество обезвреженых беспилотников возможно больше, и системы «Гроза» могут быть причастны к потере 78 ударных БПЛА «Байрактар ТВ-2» и двух MQ-9 Reaper, которые использовались ВВС США и Италии для разведывательных полётов в зоне боевых действий. В то же время часть из указанного сбита российским ЗРК Панцирь.
Вторая Карабахская война
4 ноября 2020 года в сети появились сообщения, что азербайджанская армия использует белорусскую систему РЭБ «Гроза-С» для борьбы с дронами противника. Системы были куплены Азербайджаном у белорусских разработчиков примерно в 2018 году. В Баку сообщается, что этот комплекс в начале ноября уничтожил один армянский беспилотник в Товузском районе.